# وستکریک (کلرادو)
وستکریک (به انگلیسی: Westcreek) یک منطقهٔ مسکونی در ایالات متحده آمریکا است که در شهرستان داگلاس، کلرادو واقع شده‌است. وستکریک ۳٫۳ کیلومتر مربع مساحت و ۱۲۹ نفر جمعیت دارد و ۲٬۲۸۱ متر بالاتر از سطح دریا واقع شده‌است.